# TJ Sokol Mníšek pod Brdy
TJ Sokol Mníšek pod Brdy (celým názvem: Tělocvičná jednota Sokol Mníšek pod Brdy) má několik oddílů (všestrannost, stolní tenis, lední hokej, nohejbal, volejbal). Klub ledního hokeje je jedním z nich a sídlí ve městě Mníšek pod Brdy ve Středočeském kraji. TJ Sokol byl založen v roce 1995. Od sezóny 2018/19 působí ve Středočeské krajské soutěži, páté české nejvyšší soutěži ledního hokeje. Klubové barvy jsou modrá a bílá.
Své domácí zápasy odehrává v Černošicích na tamějším zimním stadionu s kapacitou 300 diváků.

## Přehled ligové účasti (oddíl ledního hokeje)
Stručný přehled
Zdroj: 
- 2008–2010: Okresní přebor - Praha-západ (6. ligová úroveň v České republice)
- 2010–2014: Středočeský meziokresní přebor – sk. A (6. ligová úroveň v České republice)
- 2014–2018: Středočeský meziokresní přebor (6. ligová úroveň v České republice)
- 2018– : Středočeská krajská soutěž – sk. Sever (5. ligová úroveň v České republice)

Jednotlivé ročníky
Zdroj: 
Legenda: ZČ - základní část, červené podbarvení - sestup, zelené podbarvení - postup, fialové podbarvení - reorganizace, změna skupiny či soutěže
| Česko (2008 – ) |                                        |           |          |                                       |              |
| Sezóny          | Soutěž                                 | Úroveň    | ZČ       | Play-off, nadstavba, sk. o udržení... | Poznámky     |
| 2008/09         | Okresní přebor - Praha-západ           | 6. úroveň | 5. místo |                                       |              |
| 2009/10         | Okresní přebor - Praha-západ           | 6. úroveň | 4. místo |                                       | Reorganizace |
| 2010/11         | Středočeský meziokresní přebor – sk. A | 6. úroveň | 8. místo |                                       |              |
| 2011/12         | Středočeský meziokresní přebor – sk. A | 6. úroveň | 7. místo | Skupina o umístění (14. místo)        |              |
| 2012/13         | Středočeský meziokresní přebor – sk. A | 6. úroveň | 6. místo | Zápas o 11. místo (prohra)            |              |
| 2013/14         | Středočeský meziokresní přebor – sk. A | 6. úroveň | 6. místo |                                       | Reorganizace |
| 2014/15         | Středočeský meziokresní přebor         | 6. úroveň | 7. místo |                                       |              |
| 2015/16         | Středočeský meziokresní přebor         | 6. úroveň | 6. místo |                                       |              |
| 2016/17         | Středočeský meziokresní přebor         | 6. úroveň | 3. místo |                                       |              |
| 2017/18         | Středočeský meziokresní přebor         | 6. úroveň | 1. místo |                                       | Reorganizace |
| 2018/19         | Středočeská krajská soutěž – sk. Sever | 5. úroveň | 5. místo |                                       |              |
| 2019/20         | Středočeská krajská soutěž – sk. Sever | 5. úroveň |          |                                       |              |